# Herbert Huwiler
Pour les articles homonymes, voir Huwiler.
Herbert Huwiler, né le 20 février 1971 (originaire de Sins), est une personnalité politique schwytzoise, membre de l'Union démocratique du centre (UDC). Il est membre du Conseil d'État du canton de Schwytz depuis juillet 2020. 

## Biographie
Herbert Huwiler naît le 20 février 1971. Il est originaire de Sins, dans le canton d'Argovie.
Il a une licence en économie d'entreprise de l'Université de Zurich et a travaillé dans le secteur bancaire, pour la Banque cantonale de Glaris.
Il est célibataire et habite à Freienbach.

## Parcours politique
Il est membre de l'UDC.
Il siège au Conseil cantonal de Schwytz de 2008 à 2020. Il y est membre de la commission juridique et judiciaire et chef du groupe UDC à partir de 2012.
En 2019, il est candidat au Conseil national mais n'est pas élu (dernier de la liste de quatre candidats de l'UDC).
Le 22 mars 2020, il est élu au premier tour au Conseil d'État. Il y dirige le département de la sécurité.